# 0종 끈 이론
0종 끈 이론(零種-理論, 영어: Type-0 string theory)은 세계면 초대칭을 지니나 시공간 초대칭을 지니지 않는 끈 이론이다.

## 정의
0종 끈 이론은 0A와 0B 두 종류가 있다. 이들은 II종 끈 이론과 유사하나, 다른 GSO 사영을 취한다.
이는 각각 ⅡA/B 끈 이론을 시공간 페르미온 수 {\displaystyle (-)^{F}}에 의한 ‘오리엔티폴드’를 취한 것으로 여길 수 있다.

## 성질

### 장
0종 이론은 타키온을 포함하며, 또 시공간 초대칭이 없으므로 (시공간) 페르미온을 포함하지 않는다. 다시 말하면, 0종 끈 이론은 R–NS 또는 NS–R 구역(sector)을 포함하지 않는다. 이러한 면에서 0종 이론은 보손 끈 이론과 비슷하며, 장난감 모형으로 쓰인다.
구체적으로, 제곱 질량이 0 이하인 장들은 다음과 같다.
- 느뵈-슈워츠-느뵈-슈워츠 장:
  - 스칼라 타키온
  - 중력자
  - 딜라톤
  - 캘브-라몽 장
- 라몽-라몽 장:
  - 0A:
    - 2개의 1차 미분 형식 {\displaystyle C_{1}}, {\displaystyle C_{1}'}
    - 2개의 3차 미분 형식 {\displaystyle C_{3}}, {\displaystyle C_{3}'}

  - 0B:
    - 2개의 스칼라장 {\displaystyle C_{0}}, {\displaystyle C_{0}'}
    - 2개의 2차 미분 형식 {\displaystyle C_{2}}, {\displaystyle C_{2}'}
    - 1개의 4차 미분 형식 {\displaystyle C_{4}}. 이는 자기 쌍대 조건을 따르지 않는다.
- 페르미온: (없음)

이에 대하여, 각 차원에 대하여 두 종류의 D-막이 존재한다.

### 오리엔티폴드 사영
0B 끈 이론은 닫힌 끈 타키온을 갖는데, 여기에 오리엔티폴드 또는 D9-막을 적절히 가하면 이를 상쇄할 수 있다.